# جيف روك
جيف روك هو سياسي كندي، ولد في 1985.